# Sensitivitätsanalyse
Die Sensitivitätsanalyse beschäftigt sich mit mathematischen Modellen, welche reelle Systeme (z. B. physikalische Systeme, technische Systeme oder das Beziehungsgefüge in Ökosystemen) abbilden sollen. Diese Modelle bestehen meist aus zahlreichen gekoppelten, komplexen Gleichungssystemen. Diese Gleichungssysteme beschreiben, welchen Einfluss ausgewählte messbare Größen im System (die Eingangsvariablen oder (Einfluss-)Faktoren) auf für die Analyse interessanten, ebenfalls messbaren Größen der Ausgangsvariablen haben. Um solche Systeme sinnvoll analysieren zu können, braucht es ein umfangreiches Verständnis vom Einfluss des Definitionsbereiches der Eingangsvariablen auf den Wertebereich der Ausgangsvariablen. Man fragt, wie stark Änderungen an den Eingangsvariablen zu Änderungen der Ausgangsvariablen führen. Ziel der Sensitivitätsanalyse ist es also zu ermitteln, welchen Einfluss die Varianz der Eingangsvariablen auf die Varianz der Ausgangsvariablen hat.

## Varianten der Sensitivitätsanalyse
Die Sensitivitätsanalyse kann verschiedene Formen annehmen:

### Faktor-Screening
Faktor-Screening ist eine einfache Form der Sensitivitätsanalyse. Hierbei wird der Einfluss der Faktoren (Eingangsvariablen) auf eine Ausgangsvariable im Verhältnis zu den anderen Faktoren bestimmt. Man ermittelt also, welche Eingangsvariable einen nennenswerten Einfluss auf die Ausgangsvariable hat, aber nicht, wie groß dieser Einfluss ist. Ergebnis ist eine Rangliste von Eingangsvariablen, geordnet nach ihrem Einfluss auf eine Ausgangsvariable.

### Lokale Sensitivitätsanalyse
Bei der lokalen Sensitivitätsanalyse wird der Einfluss der Eingangsvariablen bei einem vorgegebenen Funktionswert der Ausgangsvariablen (zum Beispiel bei einem lokalen Optimum) untersucht. Dazu werden die Auswirkungen untersucht, wenn an den Eingangsvariablen geringfügige Änderungen vorgenommen werden. Auf diese Weise werden Stabilitätsanalysen durchgeführt, um die Robustheit des Systems zu testen.

### Globale Sensitivitätsanalyse

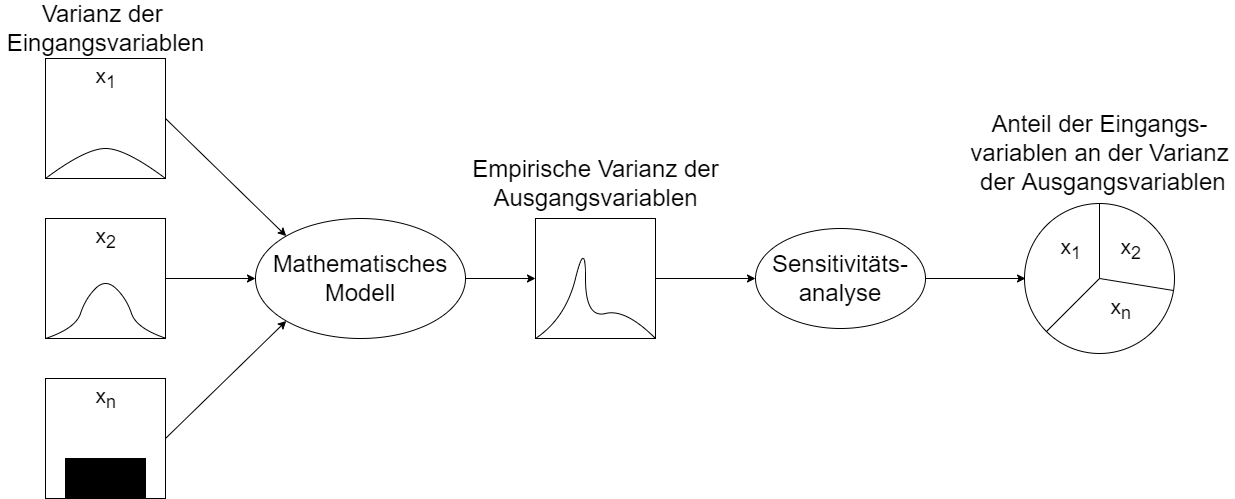
Bild 1:Globale Sensitivitätsanalyse

Bei der globalen Sensitivitätsanalyse wird nicht nur der Einfluss einer geringen Änderung der Eingangsvariablen untersucht, sondern der Einfluss der Eingangsvariablen bei Betrachtung ihres vollständigen Definitionsbereichs. Die in der Praxis verwendeten Verfahren haben sich bewährt, um ein tieferes Verständnis für die Signifikanz der Eingangsvariablen zu gewinnen. Der grundsätzliche Ablauf einer globalen Sensitivitätsanalyse ist wie folgt (Bild 1): Verschiedene Eingangsvariablen werden in das verwendete mathematische Modell eingeführt. Die Varianz der Eingangsvariablen führt in Abhängigkeit vom Modell zur Varianz bei der Ausgangsvariablen. Mittels der globalen Sensitivitätsanalyse kann der prozentuale Anteil des Einflusses der einzelnen Eingangsvariablen auf diese Varianz bestimmt werden. Dadurch kann ein aussagekräftigerer Vergleich als beim Faktor-Screening durchgeführt werden.

## Ziele

### Verständnis
Die Ergebnisse der Sensitivitätsanalyse dienen zum Verständnis des mathematischen Modells oder dem zugrunde liegenden Simulationsmodells.

### Weiterentwicklung/Optimierung
Um die Effizienz des Modells zu steigern, muss dessen Komplexität reduziert werden. Das wird durch das Eliminieren von Eingangsvariablen und Modelleigenschaften mit geringem Einfluss erreicht.

### Validierung
Da das zu analysierende Modell zumeist einen Ausschnitt der Realität abbildet, kann es Ziel einer Analyse sein, dieses Modell auf seine Gültigkeit zu prüfen.

### Größte Einflüsse
Hierbei werden alle Eingangsvariablen entsprechend ihrem Einfluss auf die Ausgangsvariable geordnet. Die Ergebnisse könnten als Grundlage für Weiterentwicklung und Optimierung dienen.

### Modelleigenschaften
Das Ermitteln von Modelleigenschaften, wie Linearität oder Additivität.

### Risikobewertung
Dabei wird analysiert, welche Eingangsgrößen sich als entscheidend für das Versagen des Modells herausstellen.

## Anwendungsbeispiele

### Simulationsmodelle
Technische Systeme beinhalten oft eine große Anzahl von Komponenten und Wechselwirkungen und sind  entsprechend komplex. Simulationsmodelle solcher technischen Systeme sind häufig ähnlich komplex und haben mehrere Eingangsvariablen. Die Sensitivitätsanalyse untersucht den Einfluss der Änderung einer dieser Eingangsvariablen auf das Verhalten des simulierten Systems, während alle anderen Einflussgrößen konstant gehalten werden. Man kann so Schwankungen der simulierten Ausgangsgrößen auf Änderungen an den Eingangsvariablen zurückführen. Techniken der Sensitivitätsanalyse können auch helfen, komplexe Simulationsmodelle zu vereinfachen.

### Investitionsrechnung

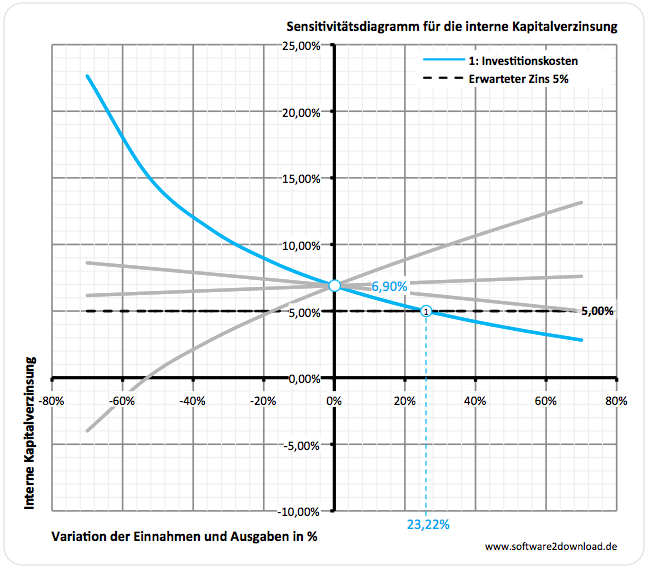
Bild 2: Sensitivitätsdiagramm für die Interne Kapitalverzinsung

Bei der Investitionsrechnung sind als Grundlage zunächst die einmaligen und laufenden Einnahmen und Ausgaben zu bestimmen. Werden diese Beträge in Jahresscheiben als Zwischensumme (Einnahmen minus Ausgaben) nach Jahren aufsteigend aufgelistet, erhält man eine Investitionsreihe. Wird auf die Investitionsreihe als Verfahren die Kapitalwertmethode angewendet, liefert die Investitionsrechnung den Kapitalwert und die Amortisationszeit. Zusätzlich kann auf dieser Grundlage die interne Kapitalverzinsung als weitere Kennzahl ermittelt werden. Dabei wird für jede Investitionsreihe nur ein Kennwert für den Kapitalwert, Amortisationszeit und interne Kapitalverzinsung (interne Verzinsung) ermittelt.

Bei der Sensitivitätsanalyse wird nun betrachtet, wie sehr diese Kennzahlen von Änderungen in der Investitionsreihe beeinflusst werden, also von Änderungen bei den einmaligen und laufenden Einnahmen und Ausgaben. Dazu werden einzelne Parameter verändert und die Ergebnisse der Investitionsrechnung neu berechnet. Werden die Änderungen für einzelne Parameter prozentual über einen ganzen Variationsbereich vorgenommen, lassen sich die Ergebnisse in einem Sensitivitätsdiagramm darstellen (siehe Bild 2).

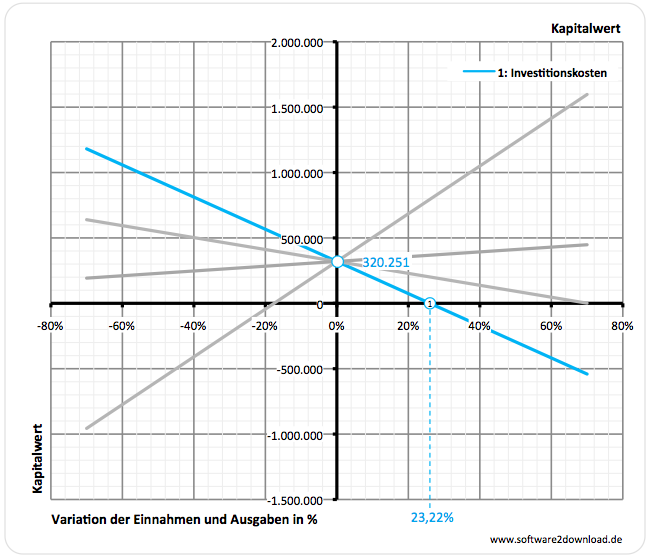
Bild 3: Sensitivitätsdiagramm für den Kapitalwert

In Bild 2 wurde als Sensitivitätsdiagramm die Interne Kapitalverzinsung aufgetragen. In der Investitionsreihe wurden beim Parameter 1: Investitionskosten Variationen in einem Wertebereich von ±80 % vorgenommen. Bei einer Änderung von 0 % würde im Beispiel die Investitionsrechnung unverändert eine interne Kapitalverzinsung von 6,90 % ergeben. Steigen die Investitionskosten um einen Prozentsatz, hat dies eine sinkende interne Kapitalverzinsung zur Folge. Das Sensitivitätsdiagramm zeigt anschaulich, wie sehr sich die interne Kapitalverzinsung von Änderungen bei den Investitionskosten beeinflussen lässt, also wie sensitiv diese reagiert. Bei der Investitionsrechnung ist von besonderer Bedeutung, wie sehr sich die Eingangsparameter ändern dürfen, damit die Wirtschaftlichkeit gerade noch gegeben ist. In Bild 2 ist diese noch vorhanden, wenn die Investitionskosten maximal um 23,22 % steigen. Bei diesem Wert schneidet der Graph den erwarteten Zins (im Beispiel Zinsvorgabe 5,00 %).
Auf diese Weise lassen sich in Sensitivitätsdiagrammen alle weiteren Parameter für Einnahmen und Ausgaben als Graphen darstellen. Dabei werden alle Parameter wie im Beispiel über einen bestimmten prozentualen Wertebereich variiert und das Ergebnis im Diagramm als Graph ausgegeben.
Neben der internen Kapitalverzinsung kann auch der Kapitalwert im Sensitivitätsdiagramm ausgegeben werden. Dabei wird die Wirtschaftlichkeit dann erreicht, wenn der Kapitalwert = Null ist (siehe Bild 3).